# Episodi di The Rain (prima stagione)
La prima stagione della serie televisiva The Rain, composta da 8 episodi, è stata interamente pubblicata a livello internazionale su Netflix il 4 maggio 2018.
| nº | Titolo originale        | Titolo italiano                 | Pubblicazione Danimarca | Pubblicazione Italia |
| -- | ----------------------- | ------------------------------- | ----------------------- | -------------------- |
| 1  | Stay Inside             | Restate dentro                  | 4 maggio 2018           | 4 maggio 2018        |
| 2  | Stay Together           | State insieme                   | 4 maggio 2018           | 4 maggio 2018        |
| 3  | Avoid the City          | Evitate la città                | 4 maggio 2018           | 4 maggio 2018        |
| 4  | Trust No One            | Non fidatevi di nessuno         | 4 maggio 2018           | 4 maggio 2018        |
| 5  | Have Faith              | Abbiate fede                    | 4 maggio 2018           | 4 maggio 2018        |
| 6  | Keep Your Friends Close | Tenetevi stretti gli amici      | 4 maggio 2018           | 4 maggio 2018        |
| 7  | Don't Talk to Strangers | Non parlate con gli sconosciuti | 4 maggio 2018           | 4 maggio 2018        |
| 8  | Trust Your Instincts    | Fidatevi del vostro istinto     | 4 maggio 2018           | 4 maggio 2018        |

## Restate dentro
- Titolo originale: Stay Inside
- Diretto da: Kenneth Kainz
- Scritto da: Jannik Tai Mosholt

### Trama
Un virus mortale diffuso dalle piogge costringe i fratelli Simone e Rasmus e i loro genitori a cercare rifugio in un bunker sotterraneo ben attrezzato. Il padre dei fratelli, il dott. Frederik Andersen, è uno scienziato che lavora per l'Apollon, la compagnia che fabbricava i bunker. Frederik lascia i figli e la moglie nel bunker, dicendo che tornerà. Prima di andarsene, istruisce la figlia Simone a proteggere Rasmus, poiché è «la chiave per curare il virus». Sentendo bussare alla porta del bunker, Simone la apre, pensando che fosse di ritorno il padre. Sua madre, sapendo che non è Frederik e che la famiglia sarà contagiata se un soggetto infettato dalla pioggia entrasse nel bunker, corre fuori da esso combattendolo e impedendogli di entrare. Questa azione le causa la morte, perché esposta sia alla pioggia che allo straniero infetto, lasciando soli Simone e Rasmus. I fratelli rientrano nel bunker e cercano dei modi per contattare il mondo esterno. Trovano una radio e inizialmente riescono a contattare qualcuno, ma poi la comunicazione si interrompe. Simone ha dei flashback di Rasmus malato affetto da un virus e i suoi genitori che cercano di curarlo. Passano sei anni. Con la diminuzione delle loro riserve di cibo, Rasmus vuole andarsene. Simone è d'accordo, ma prima esce fuori da sola in una tuta anti-contagio mentre il fratello dorme e all'esterno trova solo rovine desolate. Successivamente, tornata nel bunker, gli allarmi del controllo dell'ossigeno scattano, segnalando che l'ossigeno presente all'interno del bunker è esaurito. Per sopravvivere, i fratelli escono fuori dal rifugio. Quando aprono il portellone, trovano un gruppo di sopravvissuti che hanno coperto le prese d'aria per costringere i fratelli ad uscire fuori.

## State insieme
- Titolo originale: Stay Together
- Diretto da: Kenneth Kainz
- Scritto da: Jannik Tai Mosholt

### Trama
I sopravvissuti entrano nel bunker, chiudendo Simone e Rasmus in uno stanzino mentre loro vanno in cerca di risorse. Simone cerca di parlare con Beatrice, che chiama il leader del gruppo, Martin. Simone gli mostra una mappa raffigurante tutti i bunker presenti in Danimarca contenenti cibo. Quindi distrugge la mappa, dicendo loro che hanno bisogno di tenerla in vita se vogliono trovare i bunker. In un flashback, si rivela che Martin era stato un soldato incaricato di tenere la linea di quarantena all'inizio del virus. Incapace di sparare a una donna che sta camminando in autostrada tenendo in braccio un bambino, Martin le permette di passare il checkpoint. Più tardi trova la sua pattuglia morta, infettata dalla donna. Nel presente, il gruppo incontra due uomini in divisa, chiamati "Stranieri" i quali sono a caccia di sopravvissuti. Martin e Patrick (un altro membro del gruppo) uccidono entrambi gli "Stranieri" e la donna che era alla fuga, considerandola infetta dall'acqua di un fiumiciattolo. Mentre il gruppo viaggia, lotta tra il fare ciò che è necessario per sopravviversi e aggrapparsi alla propria umanità. Infine arrivano al secondo bunker. Simone riesce ad aprirlo, essendo figlia di un lavoratore dell'Apollon e quindi avendo il permesso, e trova il telefono di suo padre in carica. Trova un video dicente che il padre è probabilmente andato nella sede centrale dell'Apollon in Svezia per cercare una cura all'epidemia. Simone dice a Martin che lei e Rasmus faranno di tutto per trovare il loro padre.

## Evitate la città
- Titolo originale: Avoid The City
- Diretto da: Kenneth Kainz
- Scritto da: Jannik Tai Mosholt

### Trama
Simone e Rasmus si avventurano nella città di Copenaghen mentre viaggiano verso la Svezia. Sono presto raggiunti da Beatrice, Lea e Jean, membri dei sopravvissuti. Lea è religiosa, e crede che la ricerca di Simone rappresenti la speranza e chiama la ragazza "la loro stella guida". Emotivamente collegato a Beatrice, Martin (il capo del gruppo) segue il viaggio insieme ad un frustrato Patrick. Simone, Rasmus, Beatrice, Lea e Jean si fermano in un fast food per consumare le loro scorte di cibo. Jean e Lea si separano dal gruppo per andare a cercare un nuovo paio di occhiali per Jean. Successivamente anche Simone si separa da Beatrice e Rasmus, e trovano rispettivamente riparo in una chiesa e nella casa d'infanzia di Beatrice. Simone trova lì un bambino, probabilmente infetto, con in mano della morfina e gli dà del cibo. Uscendo dalla chiesa con il cibo in mano, il bambino viene attaccato da un gruppo di superstiti affamati. Patrick e Martin trovano riparo dalla pioggia in un vecchio autobus scolastico ribaltato. Lì Patrick trova un oggetto di forma ottagonale. Giocandoci, il dispositivo di attiva, e si scopre essere una mappa. Il gruppo si riunisce alla fine della tempesta, ma un superstite li segue e prende in ostaggio Rasmus, minacciandolo con un coltello puntato alla gola. Arrivano Martin e Patrick armati, e il superstite pugnala Rasmus allo stomaco prima di scappare con un sacchetto di viveri. Il gruppo si sposta lentamente per colpa di Rasmus, ferito e sanguinolento. Trovano il terzo bunker, che però è vuoto.  In un flashback, Beatrice racconta a Martin una storia sulla sua casa di famiglia, simile a quella che ha raccontato a Rasmus, rivelando che non è stata sincera. Nel presente, Martin mostra a Simone la mappa e stabiliscono che si trovano nella zona di quarantena. Poiché la mappa mostra un muro a nord, Martin conclude che la diffusione del virus è stata interrotta. Il muro, dichiara, è dove devono andare.

## Non fidatevi di nessuno
- Titolo originale: Trust No One
- Diretto da: Kenneth Kainz
- Scritto da: Poul Berg

### Trama
Rasmus, sofferente per la coltellata presa precedentemente, non riesce a camminare. Simone pianifica con il gruppo di rubare una macchina degli "Stranieri" per ovviare a questo problema. Il gruppo riesce a localizzare con successo una pattuglia e con Simone come esca, riescono ad accerchiarli e legarli. Mentre Martin interroga i 3 "Stranieri" per ricevere delle informazioni su cosa ci sia dall'altra parte del muro, Jean nota che uno "Straniero" ha un serpente tatuato sull'avambraccio: ciò scatena in lui un ricordo che lo perseguita. Ciò spinge Jean a voler uccidere gli "Stranieri", e Patrick è d'accordo. Martin rimane solo con gli "Stranieri", e si sentono tre spari. Simone rimane sconvolta, perché contraria alla loro uccisione. In un flashback, Jean trova rifugio dopo la tempesta in casa di una famiglia gentile. Un giorno, una pattuglia di "Stranieri" fa visita alla casa, dicendo di dover portare via la famiglia. Il padre si oppone, e viene ucciso da uno "Straniero" con un serpente tatuato sull'avambraccio. Gli "Stranieri" portano via la madre. Jean rimane solo con la bambina, ma la mano che tiene sulla sua bocca per non farla parlare e di conseguenza non farsi scoprire, la soffoca, provocandole accidentalmente la morte. Dopo aver visto la pattuglia andarsene, Jean seppellisce la bambina e viene visto da Beatrice e Lea. Nel presente, il gruppo va a nord in cerca di un medico che potrebbe curare la ferita di Rasmus. Trovata la casa del medico, dopo la sfiducia iniziale, lei accetta di curare Rasmus. Parlando con la dottoressa, Simone le dice che suo padre era un medico dell'Apollon. La dottoressa rivela il suo passato da medico dell'Apollon e invita i fratelli nel suo bunker. Lega alla branca Rasmus, dicendo che gli stesse per iniettare un vaccino, invece gli stava per iniettare del veleno fatale. Ciò perché il padre dei fratelli, Frederik, aveva ucciso la famiglia della dottoressa con la pioggia. Gli "Stranieri" arrivano, e Jean vede l'uomo con il serpente sull'avambraccio. Jean esce dalla casa e gli spara in testa: viene catturato dalla pattuglia e portato via. Il gruppo cerca i fratelli, e trovano il bunker. Patrick decide di scendere da solo, e spara in testa alla dottoressa, salvando Rasmus, e dichiarando che questo è il modo in cui verranno fatte le cose d'ora in poi. Più tardi, Patrick chiede a Martin perché ha ascoltato le parole di Simone e di conseguenza non ha ucciso i tre "Stranieri" catturati precedentemente. Martin dice a Patrick che quest'ultimo ha fatto la scelta di non voler aiutare Jean, e quindi è parzialmente responsabile del suo destino. Patrick crolla in lacrime. Il gruppo si rifugia in una baracca per la notte, stando al riparo dalla pioggia.

## Abbiate fede
- Titolo originale: Have Faith
- Diretto da: Natasha Arthy, Kenneth Kainz
- Scritto da: Mette Heeno

### Trama
Persi nei boschi e in cerca di un riparo per la pioggia, il gruppo si imbatte in una villa dove i residenti li invitano a passare la notte, a patto che loro consegnino le armi. Martin è diffidente nei confronti dei residenti, che sembrano appartenenti ad un culto. Il gruppo accetta, e viene dato loro cibo e un posto per dormire. La mattina dopo, una signora offre loro di farsi una doccia. Diffidenti, chiedono alla signora di farsela prima lei: lei se la fa, e allora il gruppo accetta, tranne Martin. Alla fine della doccia viene dato loro un abito uguale a tutti i residenti, e viene chiesto loro di abbandonare il passato e pensare solo al presente. In un flashback, Lea, devota cristiana, va ad una festa per adolescenti contro il volere della madre. Per scherzo, i suoi compagni di scuola le aumentano il drink e la drogano. L'alcool porta Lea ad avere dei comportamenti estremi in ambito sessuale. I compagni filmano il tutto e mettono il video in rete, che diventa virale. La mattina seguente Lea si risveglia, traumatizzata e pentita per ciò che ha fatto e per non aver ascoltato la madre. Lea la chiama per scusarsi, e la madre la disconosce, lasciandola sola. Allora Lea prega Dio di salvarla e uccidere tutti quelli che le hanno fatto del male, e un attimo dopo parte la pioggia, uccidendo tutti i suoi compagni che erano fuori in giardino. La pioggia uccide anche la madre, che era uscita di casa nel tentativo di salvarla. Nel presente, Lea si lega ad una persona anziana, Karen, che le insegna a lasciar andare via il senso di colpa che si porta da tempo. Simone porta Rasmus a fare le ultime cure, e scopre che il medico della mansione è un lavoratore per l'Apollon. Quella notte, tutti i residenti sono invitati ad una speciale cerimonia mensile. Martin girovaga per la mansione, e trova pezzi di carne umana in un refrigeratore. Si dirige verso i suoi amici, che stanno mangiando durante la cerimonia per avvertirli, e questi ultimi, disgustati dell'idea di aver mangiato carne umana, vomitano tutto. Viene allora rivelato che ogni mese un membro viene scelto a caso per essere ucciso e mangiato per la cerimonia del mese successivo, consentendo loro di essere uno con il gruppo. Lea viene "scelta", ma Karen prende il suo posto e ai superstiti è permesso andarsene. Poiché si rimembra del passato, l'impiegato dell'Apollon viene cacciato dalla mansione contro la sua volontà. Quando raggiunge i superstiti, dice loro che l'Apollon è responsabile della fine del mondo e si inietta il virus, che gli causa la morte. Simone raccoglie la siringa e il gruppo cammina nella notte.

## Tenetevi stretti gli amici
- Titolo originale: Keep Your Friends Close
- Diretto da: Natasha Arthy, Kenneth Kainz
- Scritto da: Jannik Tai Mosholt

### Trama
Mentre il gruppo trova riparo in una baita, Patrick si intristisce quando Martin afferma che i due non sono amici e tira un sasso per allontanare un cane infetto, dicendo che quando ne ha l'occasione non vuole uccidere. Bisognosi di rifornimenti, i componenti del gruppo si muovono verso il prossimo bunker. Rasmus dice che è troppo malato per muoversi, e allora Simone, Martin, Patrick e Lea vanno, lasciando Rasmus e Beatrice soli. Parlando con Beatrice, Rasmus afferma di aver falsificato la malattia per passare più tempo solo con lei. Andando verso il bunker, il rapporto tra Martin e Simone si rafforza. Piove, e i quattro sono costretti a rimanere nel bunker. Trovano un tablet contenente video di un medico dell'Apollon che prova vaccini su gente casuale, portandoli alla morte. Depresso e solo, Patrick si ubriaca. In un flashback, Patrick è un perdente che non può tenere un lavoro o una fidanzata e suo padre lo rinnega. Sale nella sua auto appena donata dal padre e si allontana dalla città. Si addormenta fumando marijuana e sentendo musica. Inizia a piovere, e l'auto protegge Patrick dalla pioggia. Al suo risveglio, trova tutte le persone della spiaggia accasciate per terra, morte. Tornato a casa, incontra Martin, che gli chiede un accendino. Così i due decidono di rimanere in gruppo insieme. Nel presente, Patrick, ubriaco, esce dal bunker e trova Simone che fa la guardia. Cerca di baciarla, ma lei lo respinge, così i due iniziano a litigare. Patrick la spinge volutamente verso la pioggia, e arriva Martin, quindi gli intima di spararle perché è infetta. Martin esita, per via del rapporto sentimentale presente tra lui e Simone, e nel frattempo Lea si frappone tra la pistola e Simone. Successivamente si dirige nella pioggia con Simone. Nessuna delle due ha una reazione al virus, quindi Martin decide di portarle nel bunker e le mette in isolamento. Passano ore, e non c'è nessuna reazione collaterale alla pioggia. Nella baita, Rasmus e Beatrice si trovano molto in sintonia, e si godono la loro giornata intima. Iniziano a ballare, e infine si baciano. Durante il bacio, Beatrice viene colpita sulla spalla da una goccia penetrata dal soffitto della baita. Lei si deprime, ma Rasmus la bacia di nuovo, dicendo di voler morire con lei, e dormono insieme in garage. Nel bunker, Martin decide di uscire ed andare sotto la pioggia, perché vede che non c'è stata nessuna reazione su Lea e Simone, scoprendo che la pioggia non porta più il virus. Successivamente Martin invita Patrick ad andarsene, perché aveva spinto volutamente Simone nella pioggia con l'intento di ucciderla. La mattina dopo, nella baita, Rasmus si sveglia e vede il cane (quello non ucciso da Patrick ad inizio episodio) leccare la faccia di Beatrice, portandola alla morte. Allora Rasmus, piangendo, si dirige verso il bunker.

## Non parlate con gli sconosciuti
- Titolo originale: Don't Talk To Strangers
- Diretto da: Natasha Arthy, Kenneth Kainz
- Scritto da: Poul Berg

### Trama
Patrick viene catturato da una pattuglia di "Stranieri", che lo torturano togliendogli un dente per avere informazioni. Lui cede, dicendo loro la posizione del bunker dove si trovano Martin, Lea e Simone. Rasmus arriva al bunker portando Beatrice con sé, e la appoggia nella stanza di quarantena, rifiutandosi di lasciarla andare e rimane con lei. Alla fine decide lasciarla e accetta la sua morte: esce dal bunker e contatta la pattuglia di "Stranieri", dicendogli di volersi consegnare. Patrick parla con il tenente del fatto che Rasmus abbia trasportato, e quindi toccato, Beatrice, che era un'infetta. Il tenente crede che Rasmus sia immune al virus, e alla fine lo cattura. In un flashback, Sten, il capo della Apollon, riassume la missione agli "Stranieri". Devono trovare il paziente zero, un umano immune al virus, e con la scusa di essere degli integratori fa ingerire agli "Stranieri" un ordigno che si attiverà se il soggetto lascia la zona, causandogli morte istantanea. Prima della partenza, uno "Straniero"  cerca di scappare: ciò gli causa morte immediata per colpa dell'ordigno. Anche gli "Stranieri" sono intrappolati, proprio come i superstiti. Nel presente, il capo degli "Stranieri", Thomas, ritiene che Rasmus sia il paziente zero. Dopo aver seppellito Beatrice, Lea, Martin e Simone catturano uno "Straniero" facente da guardia, e cercano di scambiarlo per Rasmus. I superstiti con lo "Straniero" catturato e gli "Stranieri" con Rasmus si ritrovano faccia a faccia per lo scambio. Mentre gli ostaggi camminano, Rasmus, desideroso di morire e raggiungere Beatrice, prende una siringa e si inietta il virus, però non c'è nessuna reazione: Rasmus è immune al virus. Il gruppo si dirige con Thomas al quartier generale della Apollon. Non essendoci spazio nella vettura, uno "Straniero" rimane nella zona di quarantena. Prima che partano, dà un bacio a Rasmus augurandogli buona fortuna, e muore subito dopo.

## Fidatevi del vostro istinto
- Titolo originale: Trust Your Instincts
- Diretto da: Natasha Arthy, Kenneth Kainz
- Scritto da: Jannik Tai Mosholt

### Trama
Arrivati al quartier generale dell'Apollon, in Svezia, il gruppo si separa. Rasmus e Simone incontrano il loro padre, mentre Martin, Patrick e Lea sono invitati ad aspettarli in un bunker. All'interno di esso, con grande gioia di Lea, trovano Jean. Una lavoratrice porta loro degli integratori. Diffidente, Martin le dice che lo berrà solo se lo fa prima lei, e lei obbedisce. Così Martin, Patrick e Lea prendono l' "integratore" (Jean l'aveva già preso appena arrivato lì). Il padre di Simone, Frederik Andersen, le dice che devono andarsene, perché per prelevare la cura da Rasmus bisogna accedere al cervello ed al midollo osseo, uccidendolo. Questo è il motivo per il quale non è mai tornato nel bunker da loro, né si è mai messo in contatto. In un flashback, il dottor Andersen mente all'Apollon, sostenendo che i suoi figli sono morti, per salvarli. Il Andersen ha esposto persone al virus nel tentativo di trovare qualcuno che sostituisca Rasmus, ed ha ucciso brutalmente un collega che aveva scoperto la bugia. Nel presente, un medico che preleva un tampone dalla bocca di Rasmus viene a contatto con il virus e muore. Andersen comprende che il virus è mutato e che Rasmus ora ne è portatore, e deve essere fermato per poter impedire di contagiare le persone. Mentre il laboratorio va in quarantena, Lea, Jean, Martin e Patrick si riuniscono con Simone e Rasmus e progettano di fuggire. Tuttavia, il dottor Andersen spara a Martin nel tentativo di impedire al gruppo di partire con Rasmus. Patrick arriva con un veicolo rubato e il gruppo raggiunge il muro. Gli "Stranieri" bloccano il loro percorso e Thomas dice loro che gli integratori che Jean, Lea, Martin e Patrick hanno preso in realtà sono ordigni non attivati. I quattro non possono andarsene, tranne Simone con Rasmus, che non hanno preso l'integratore. Il gruppo la incoraggia ad andare. Tuttavia, Simone non può sopportare di lasciare indietro i suoi amici, così il gruppo si allontana dal muro e scappa via. Thomas dice a Simone che la seguirà. In una scena finale, Sten sta facendo un lancio di vendite a un gruppo selezionato di investitori, dicendo loro che il virus può essere controllato e usato come arma biologica.